# La muralla verde
La muralla verde es una película peruana de 1970 dirigida por Armando Robles Godoy. La película ganó el Premio Golden Hugo en el Festival Internacional de Cine de Chicago en 1970 y fue candidata peruana al Óscar a la mejor película de habla no inglesa en los Premios Óscar de 1969, pero no fue aceptado como nominada. Después de su estreno en Estados Unidos, Roger Ebert la nombró la 5.ª mejor película de 1972.
Una copia de la cinta restaurada por la filmoteca PUCP inauguró el 27mo Festival de Cine de Lima.

## Trama
La película narra la historia de Mario, un hombre que lucha por obtener un lote de terreno agrícola en la selva, cerca de la ciudad de Tingo María, con el fin de radicarse allí junto a su familia para dedicarse al trabajo de colonización. Vemos diferentes incidentes de la vida de la familia, desde su llegada a la selva, los conflictos con las autoridades y diversos momentos de la vida de los colonos.

## Reparto
- Julio Alemán - Mario
- Sandra Riva - Delba
- Martin Giurfa - Rómulo (acreditado como "Raúl Martin")
- Lorena Duval - Madre de Delba
- Enrique Victoria - Padre de Delba
- Jorge Montoro - Jefe de tierras de montaña
- Juan Bautista Font - Director de colonización
- Escolástico Dávila - Escolástico
- Hernán Romero - Jugador en el bar